# Liste von Leuchttürmen in Litauen
Alle Leuchttürme sind im Register für unbewegliches Kulturgut der Republik Litauen eingetragen. Sie haben historischen, architektonischen und technischen Wert.

## Leuchttürme
Die Liste führt die Leuchttürme in Litauen auf. Sie stehen an der Westküste des Landes, die sich entlang der Ostsee, dem Kurischen Haff und dem Memeldelta erstreckt. Leuchtturm heißt auf litauisch švyturys. Alle alten Leuchttürme wurden zur Zeit des Deutschen Reichs gebaut.
Erfasst sind aktuell betriebene, als Baudenkmal oder gelöschte und weiterhin als Seezeichen erhaltene Leuchttürme von Süden nach Norden. Zusätzlich sind gelistet: ein bedeutendes historisches Molenfeuer und die Anlegeboje eines Ölterminals, dass auch als Leuchtfeuer dient.
Einige Navigationseinrichtungen entsprechen nicht der typischen Vorstellung von Leuchttürmen. In der Sowjetzeit begann man mit vielen Zweckbauten, insbesondere nach strategischen Überlegungen an der Außengrenze. Ein großer Teil dieser Einrichtungen ist nicht mehr in Betrieb und oft verfallen. In dieser Epoche wurden Leuchttürme als strategisches Objekt angesehen. Es gab aus strategischen Gründen deutlich mehr Navigationseinrichtungen an der Küste. Neben ihnen war jeglicher Bau von Gebäuden verboten, die einen Blick auf das Objekt oder dessen Fotografie ermöglichten. Auch jegliche Beschreibung war untersagt. Alle litauischen Leuchttürme sind jetzt zugänglich. Es gibt mitunter immer noch ein falsches Stereotyp, dass der Besuch der Objekte für Zivilisten verboten ist.
Inzwischen dominiert die elektronische Navigation und daher wird die Leistung der traditionellen Leuchttürme zunehmend eingeschränkt. Einige Leuchttürme wurden abgeschaltet, aber als Baken erhalten. (Stand: September 2020)

### Liste
| Leuchtturm litauisch švyturys    | Leuchtturm litauisch švyturys | Ort, Region                                                             | Koordindaten                                                                        | Gewässer               | Baujahr/e           | Turmhöhe | Feuerhöhe | Kennung∡°              | Reichweite                              | UKHO # NGA # LTSA #  |               |
| Leuchtturm litauisch švyturys    | Leuchtturm litauisch švyturys | Ort, Region                                                             | Koordindaten                                                                        | Gewässer               | Baujahr/e           | in m     | in m      | Kennung∡°              | Reichweite                              | UKHO # NGA # LTSA #  |               |
| -------------------------------- | --- | ----------------------------------------------------------------------- | ----------------------------------------------------------------------------------- | ---------------------- | ------------------- | -------- | --------- | ---------------------- | --------------------------------------- | -------------------- | ------------- |
| Grenze                           | Russland, Oblast Kaliningrad Litauen, Bezirk Klaipėda | Russland, Oblast Kaliningrad Litauen, Bezirk Klaipėda                   | 55° 16′ 52″ N, 20° 57′ 15″ O55° 16′ 39″ N, 20° 59′ 4″ O55° 14′ 44″ N, 21° 15′ 50″ O | OstseeKurisches Haff   |                     |          |           |                        |                                         |                      |               |
| Nida Nidos švyturys              | | Nida (deutsch Nidden), Gemeinde Neringa                                 | 55° 18′ 19″ N, 20° 59′ 44″ O                                                        | Ostsee                 | 1874 1953           | 29 m     | 77 m      | Fl(2)W.5.8s            | 22 sm (40,7 km)                         | C 3318 12052 0050    | [ A 1 ] [ 1 ] |
| Ventės Rago Ventės rago švyturys | | Vente (deutsch Windenburger Eck), Rajongemeinde Šilutė                  | 55° 20′ 27″ N, 21° 11′ 24″ O                                                        | Kurisches Haff         | 1837 1852–1860      | 11 m     | 13 m      | F fix W                | 1,9 sm (3,5 km)                         |                      | [ A 2 ] [ 2 ] |
| Uostadvaris Uostadvario švyturys | | Uostadvaris (deutsch Kuwertshof), Rajongemeinde Šilutė                  | 55° 20′ 39″ N, 21° 17′ 29″ O                                                        | Memeldelta, Atamata    | 1876                | 12 m     | 13 m      |                        |                                         | 0007                 | [ A 3 ] [ 3 ] |
| Pervalka Pervalkos švyturys      | | Pervalka (deutsch Pferdehaken am Birschtwinscher Eck), Gemeinde Neringa | 55° 25′ 11″ N, 21° 6′ 54″ O                                                         | Kurisches Haff         | 1900 1948 1960      | 14 m     | 13 m      | Fl W 5s                | 13 sm (24,1 km) 7 sm (13 km)            |                      | [ A 4 ] [ 4 ] |
| Juodkrantė Juodkrantės švyturys  | | Juodkrantė (deutsch Schwartzort), Gemeinde Neringa (deutsch Nehrung)    | 55° 33′ 23″ N, 21° 6′ 57″ O                                                         | Ostsee, Kurisches Haff | 1950                | 20 m     | 75 m      | LFl.W.8s               | 17 sm (31,5 km)                         | C 3334 11996 0049    | [ 5 ]         |
| Klaipėda Klaipėdos švyturys      | | Klaipėda (deutsch Memel)                                                | 55° 43′ 40″ N, 21° 5′ 45″ O                                                         | Ostsee, Kurisches Haff | 1740 1796 1819 1953 | 40 m     | 44 m      | Iso.W.6s               | 18 sm (33,3 km) Reserve: 8 sm (14,8 km) | C 3346 12016 0010    | [ A 5 ] [ 6 ] |
| Weißer Leuchtturm                | | Klaipėda (deutsch Memel)                                                | 55° 43′ 50″ N, 21° 4′ 47″ O                                                         | Ostsee                 | 1884                | 7,35     | 10        | R                      |                                         | Januar 1945 zerstört | [ A 6 ] [ 7 ] |
| Šventoji Šventosios švytury      | | Šventoji (deutsch Heiligenau), Palanga (deutsch Polangen)               | 56° 1′ 31″ N, 21° 4′ 56″ O                                                          | Ostsee                 | 1957                | 39 m     | 42 m      | L Fl (3) W 15s Fl W 9s | 17 sm (31,5 km) 8 sm (14,8 km)          | C 3382 12044 0001    | [ 8 ]         |
| SPM Būtingė Šventoji gavan       | Bild gesucht Die Wikipedia wünscht sich an dieser Stelle ein Bild vom hier behandelten Ort. Falls du dabei helfen möchtest, erklärt die Anleitung , wie das geht. BW | Ostsee                                                                  | 56° 2′ 47″ N, 20° 57′ 37″ O                                                         | Ostsee                 | 1999                |          |           | Mo(U)Y.8s9M ▄          | 9 sm (16,7 km)                          | C 3383 0002          | [ A 7 ] [ 9 ] |
| Grenze                           | Litauen, Bezirk Klaipėda Lettland, Bezirk Rucava | Litauen, Bezirk Klaipėda Lettland, Bezirk Rucava                        | 56° 4′ 9″ N, 21° 3′ 53″ O                                                           | Ostsee                 |                     |          |           |                        |                                         |                      |               |

Anmerkungen
1. ↑  Erster Turm von 1874 bis 1945 23 m hoch, neuer Turm seit 1953
2. ↑  abgebrannt
3. ↑  Bis 1986 in Betrieb, dann gelöscht.
4. ↑  Erbaut: erster Turm 1900, Turm erneuert 1948 und 1960. Turm nicht mehr in Betrieb.
5. ↑  Im Hafen gibt es etliche Leuchtfeuer, die hier nicht extra aufgelistet sind.
Siehe auch: Leuchttürme Klaipėda
6. ↑  Historisches, eisernes Molenfeuer, gasbetrieben, 1945 zerstört, inzwischen durch funktionellen Bau ersetzt.
7. ↑  Kein Leuchtturm aber eine Boje mit zugelassenen nautischen Signaleinrichtungen als Anleger für Öltanker ca. 7,3 km vor der Küste bei Būtingė und ca. 1,2 km von der Seegrenze zu Litauen ernfernt.